# Ortóptica

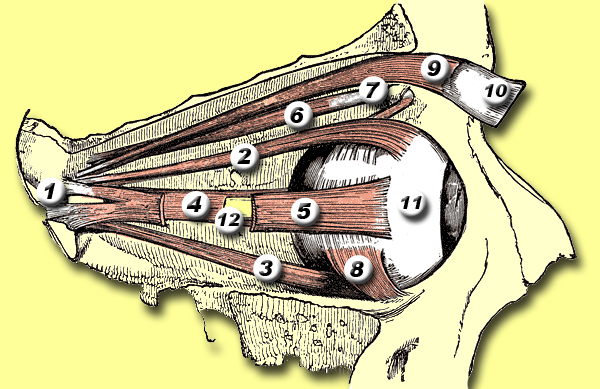
Musculatura Ocular

A ortóptica é a ciência que estuda a visão binocular (uso simultâneo dos olhos), quando são testados os aspectos sensoriais e motores dos olhos. É também um ramo da oftalmologia que faz tratamento das alterações da motilidade ocular e a reabilitação da visão binocular devido  alinhamento errado dos olhos.
O Ortoptista* identifica, quantifica e qualifica as anomalias da visão e os distúrbios da motilidade ocular. Define e aplica, com base no diagnóstico, programas terapêuticos com vista à reeducação e reabilitação motora e funcional da visão binocular e da deficiência visual. Desenvolve ações com o fim de potenciar as capacidades da pessoa com deficiência visual, de forma a facilitar a sua reabilitação e inserção social com inerentes repercussões na sua qualidade de vida.
A atividade profissional do Ortoptista caracteriza-se pela forte acção terapêutica exercida no contacto direto com o doente, o que exige deste profissional capacidade para interpretar e integrar informação de diversas fontes, através do cruzamento de conhecimentos teóricos de anatomia, fisiologia e patologia e do comportamento psicossocial com modelos de intervenção terapêuticos.
O Ortoptista exerce a sua atividade ao nível do diagnóstico, da terapêutica e da reabilitação e participa na investigação, na gestão e no ensino, bem como realiza programas de rastreio e prevenção no âmbito da promoção e educação para a saúde.
* Conteúdo funcional regulado pela legislação: DL n.º 564/99 de 21/12; DL n.º 261/93 de 24/07 e DL n.º 320/99 de 11/08; Despacho n.º 3207/2012 de 03/12. Dec Lei 110 e 111 de 2017. Reconhecido pelo Ministério da Saúde Português e Ministério da Educação Português e demais entidades Navionais e Internacuonais competentes.

### A Ortóptica Diagnostica e trata a binocularidadeem contextosdiversos como
patologias oculares através da realização de diversos exames complementares de diagnóstico.
- Faz diagnóstico e tratamento das situações de binocularidade
- Estrabismo
- Alterações sensoriais
- Redução da visão de profundidade (estereopsia)
- Diagnostica erros refractivos e prescreve em conformidade, lentes para compensação óptica simples ou prismática
- Baixa visual (ambliopia)
- Lesões oculares causadas por doenças como toxoplasmose, diabetes, entre outras.
- Na readaptação de moradia, locomoção e vida profissional dos portadores de deficiência visual.
- Adaptação de lentes de contato
- Distúrbios de leitura.
- Baixa visão
- Sintomas e distúrbios da movimentação ocular

A ciência Ortóptica também pode auxiliar profissionais de áreas, além da oftalmologia, como pediatria, pedagogia, neurologia, psicologia e em projetos científicos para desenvolvimento de programas de prevenção de doenças oculares.